# Tseweenrawdangiin Bjambadschaw
Tseweenrawdangiin Bjambadschaw (mongolisch Цэвээнравдангийн Бямбажав, englisch Tseveenravdangiin Byambajav, * 7. Juli 1990 in Ulaangom) ist ein mongolischer Leichtathlet, der sich auf den Langstreckenlauf spezialisiert hat.

## Sportliche Laufbahn
Tseweenrawdangiin Bjambadschaw sammelte 2009 erste internationale Wettkampferfahrung, als er im Oktober beim Peking-Marathon an den Start ging. Mit einer Zeit von 2:23:49 h erreichte er als 44. das Ziel. 2010 trat er in Guangzhou zum ersten Mal bei den Asienspielen an und belegte im Marathon den 13. Platz. 2012 trat er im Januar beim Marathon von Xiamen an und belegte mit Bestzeit von 2:22:37 h den zehnten Platz. Ende November nahm er in Peking zum ersten Mal im Halbmarathon an einem Wettkampf teil und gewann diesen mit einer Zeit von 1:04:36 h, die seitdem als persönliche Bestzeit zu Buche stehen. 2013 ging er im Juli bei der Universiade in Kasan im Halbmarathon an den Start, konnte allerdings das Ziel nicht erreichen. Besser lief es für ihn bei der Universiade 2015 in Südkorea, bei der er mit einer Zeit von 1:08:15 h den elften Platz im Halbmarathon belegte. 2016 trat Bjambadschaw im März beim Seoul International Marathon an und landete mit Bestzeit von 2:16:26 h auf dem 15. Platz. Mit seiner Zeit erfüllte er die Qualifikation für die Olympischen Sommerspiele in Rio de Janeiro, bei denen er im August an den Start ging. Dort kam er schließlich nicht über eine Zeit von 2:36:14 h hinaus und belegte mit Platz 129 einen der hintersten Plätze.
2017 trat Bjambadschaw in einer Reihe von Marathons an, zunächst in Hong Kong und Seoul und später in Ulaanbaatar. Er qualifizierte sich für die Weltmeisterschaften in London, bei denen er Anfang August an den Start ging. Das Rennen beendete er auf dem 46. Platz. Ende des Monats trat er zum dritten Mal bei der Universiade an und erreichte mit Platz 7 sein stärkstes Ergebnis. Später im November trat er in China bei den Marathon-Asienmeisterschaften an und konnte mit neuer Bestzeit von 2:16:14 h die Bronzemedaille gewinnen. 2019 siegte er im Februar beim Osaka-Marathon. Anfang Juli trat er beim Marathon von Gold Coast in Australien an und verbesserte sich dabei auf 2:15:18 h. Im Oktober trat er in Doha zum zweiten Mal bei den Weltmeisterschaften an und belegte im Ziel Platz 40. Ende Oktober trat er in Wuhan bei den Militärweltspielen an und verpasste als Vierter mit neuer Bestzeit von 2:12:56 h knapp die Medaillenränge. Anfang Februar 2020 lief Bjambadschaw persönliche Bestzeit von 2:09:03 h und qualifizierte sich damit für die Olympischen Sommerspiele in Tokio. Dort erreichte er in einer Zeit von 2:21:32 h auf dem 55. Platz das Ziel. 2022 startete er bei seinen dritten Weltmeisterschaften, blieb allerdings erneut außerhalb der Top 40.

## Wichtige Wettbewerbe
| Jahr                 | Veranstaltung           | Ort                  | Platz                | Disziplin            | Zeit                 |
| Startet für Mongolei | Startet für Mongolei    | Startet für Mongolei | Startet für Mongolei | Startet für Mongolei | Startet für Mongolei |
| -------------------- | ----------------------- | -------------------- | -------------------- | -------------------- | -------------------- |
| 2010                 | Asienspiele             | Guangzhou            | 13.                  | Marathon             | 2:35:47 h            |
| 2013                 | Universiade             | Kasan                |                      | Halbmarathon         | DNF                  |
| 2015                 | Universiade             | Gwangju              | 11.                  | Halbmarathon         | 1:08:15 h            |
| 2016                 | Olympische Sommerspiele | Rio de Janeiro       | 129.                 | Marathon             | 2:36:14 h            |
| 2017                 | Weltmeisterschaften     | London               | 46.                  | Marathon             | 2:21:48 h            |
| 2017                 | Universiade             | Taipeh               | 7.                   | Halbmarathon         | 1:09:14 h            |
| 2019                 | Weltmeisterschaften     | Doha                 | 40.                  | Marathon             | 2:20:07 h            |
| 2019                 | Militärweltspiele       | Wuhan                | 4.                   | Marathon             | 2:12:56 h            |
| 2021                 | Olympische Sommerspiele | Tokio                | 55.                  | Marathon             | 2:21:32 h            |
| 2022                 | Weltmeisterschaften     | Eugene               | 42.                  | Marathon             | 2:14:44 h            |

## Persönliche Bestleistungen
Freiluft
- 10.000 m: 30:44,4 min, 17. September 2022, Ulaanbaatar
- Halbmarathon: 1:04:36 h, 25. November 2012, Peking
- Marathon: 2:09:03 h, 2. Februar 2020, Ōita